# Jezioro Kłodawskie
Jezioro Kłodawskie (niem. Kladower See) – jezioro w woj. lubuskim, w powiecie gorzowskim, w gminie Kłodawa, leżące na terenie Równiny Gorzowskiej.
Jezioro w całości otoczone jest zabudową jednorodzinną miejscowości Kłodawa.